# Naide Gomes
Enezaide do Rosário da Vera Cruz Gomes,  (Sveti Toma i Princip, 20. studenog 1979.), portugalska atletičarka, višestruka svjetska i europska dvoranska prvakinja u petoboju i skoku u dalj.

## Početak karijere
Naide Gomes počela se natjecati pod zastavom svoje rodne države Svetog Tome i Principa,  za koje ja nastupala na Olimpijskim igrama u Sydneyu 2000. godine gdje je nosila zastavu na otvaranju. Prije promjene državljanstva nastupala je na 100 metara s preponama, skoku u dalj, skoku u vis, troskoku, kugli, bacanju koplja i sedmoboju. Naide je visoka 1,81 m i teška 70 kg.

## Natjecanja
Naide je najuspiješnija na dvoranskim prvenstvima osvojila je zlato na Svjetskome dvoranskome prvenstvu u Budimpešti 2004. godine u petoboju, zlato je osvojila u skoku u dalj četiri godine kasnije u  Valenciji 2008. godine. Broncu je osvojila u  Moskvi 2006. godine u skoku u dalj. 
Dvostruka je europska dvoranska prvakinja u skoku u dalj iz Madrida 2005. godine i   Birminghama 2007. godine. Srebro je osvojila u  Beču 2002. godine u petoboju. Godine 2006. osvojila je na Europskom prvenstvu na otvorenom u Göteborgu srebro u skoku u dalj.
Na Svjetskom prvenstvu u Berlinu 2009. godine u kvalifikacijama je skočila 6,86 m što je bio najbolji rezultat kvalifikacija, unatoč favoriziranju i sigurnosti njezinog trenera, Josea Barrosa, Naide je osvojila tek četvrto mjesto. najbolji skok joj je bio 6,77 m. Pobijedila je amerikanka Brittney Reese, koji je skočila 7,10 m.

## Vanjske poveznice
- Iaaf-ov profil Naide Gomes